# Sphinctanthus acutilobus
Sphinctanthus acutilobus là một loài thực vật có hoa trong họ Thiến thảo. Loài này được Huber miêu tả khoa học đầu tiên năm 1914.